# کوتاهی در انجام وظیفه
کوتاهی در انجام وظیفه (به انگلیسی: Dereliction of duty) بنابر قانون فدرال ایالات متحده آمریکا  بر تمام زیرشاخه‌های نظامی این کشور اعمال می‌شود و فردی برطبق آن متهم می‌شود که به‌صورت آگاهانه از انجام دستورها و مسئولیت‌های خود سر باززند، یا طوری وانمود کند که توان انجام دستورها و وظایف خود را ندارد، یا خود را ناتوان سازد؛ مانند استفاده از الکل و مواد مخدر یا خوابیدن درحین انجام وظیفه.